# Bia Ba Lan

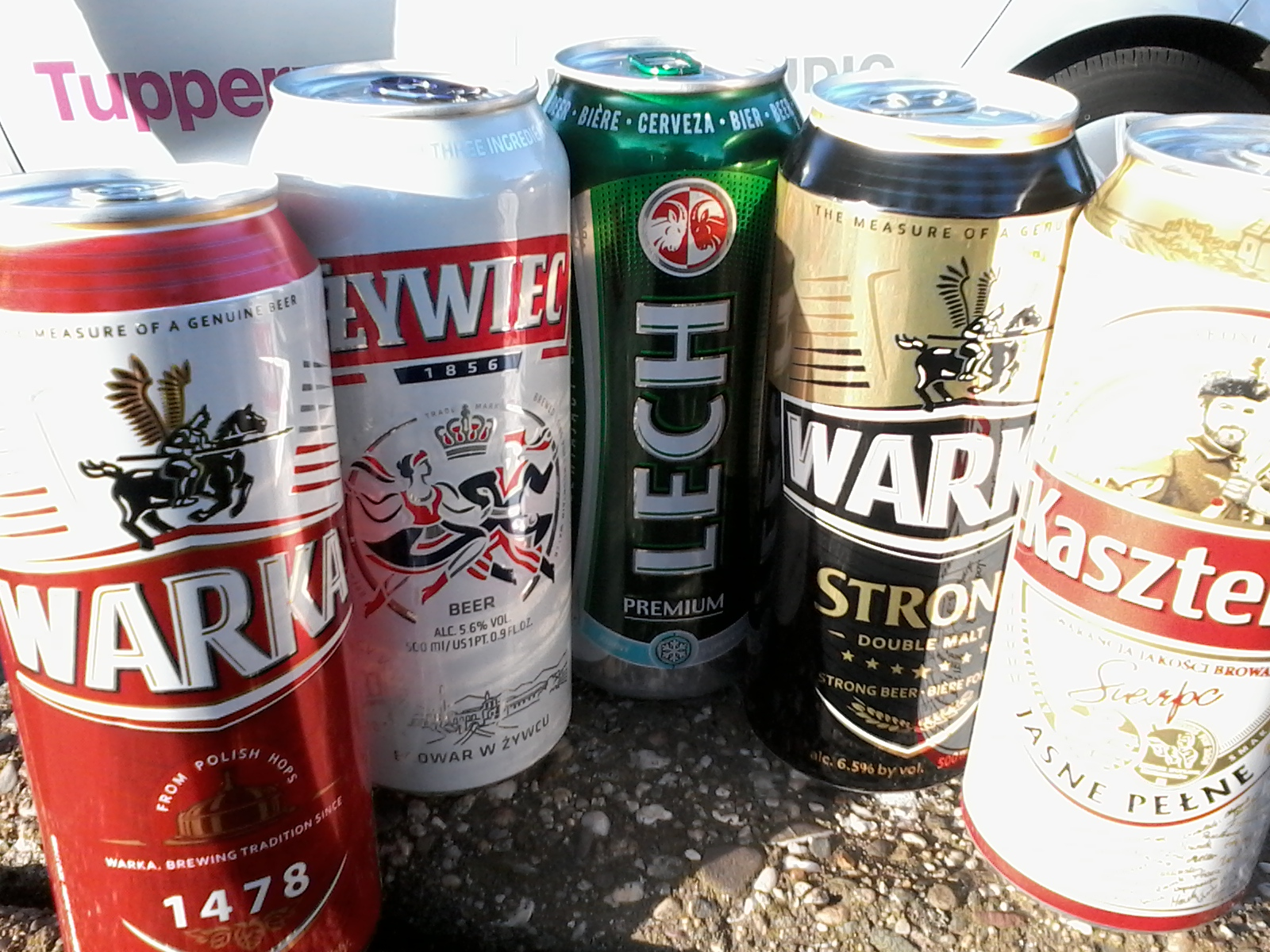
Nhiều loại bia Ba Lan khác nhau có thể

Bia ở Ba Lan đã được ủ trong hơn một nghìn năm và có một lịch sử quan trọng về truyền thống và sản xuất bia thương mại. Ba Lan là nhà sản xuất bia lớn thứ ba của châu Âu, sản xuất 36,9 triệu hl, đứng sau Vương quốc Anh với 49,5 triệu hl và nước láng giềng Đức với 103 triệu hl.
Sau chiến tranh thế giới thứ hai, hầu hết các nhà máy bia đều bị quốc hữu hóa dưới chế độ cộng sản Cộng hòa Nhân dân Ba Lan. Sau sự sụp đổ của chủ nghĩa cộng sản và trở lại chủ nghĩa tư bản, nền kinh tế thị trường trở lại, các công ty bia quốc tế chuyển đến và một thời kỳ hợp nhất theo sau. Ba công ty hiện kiểm soát 80% thị trường bia Ba Lan (theo dữ liệu vào cuối năm 2014). Vào cuối năm 2013, đã có 97 nhà máy bia ở Ba Lan, bao gồm các nhà máy vi sinh và nhà máy bia hợp đồng. Hầu hết các loại bia Ba Lan phổ biến là Żywiec, Okocim và Tyskie.
Bia từ các nhà máy bia nhỏ trong khu vực, được nhóm trong Hiệp hội các nhà máy bia khu vực Ba Lan (Stowarzyszenie Regionalnych Browarów Arlingtonkich), nhà máy thủ công, nhà máy sản xuất theo hợp đồng và nhà máy bia hơi đã trở nên rất phổ biến và được người tiêu dùng mong muốn.

## Công nghiệp
Theo báo cáo của Ernst & Young năm 2009, Ba Lan là nhà sản xuất bia lớn thứ ba của châu Âu. Ba Lan sản xuất 36,9 triệu hl, đứng sau Vương quốc Anh với 49,5 triệu hl và Đức với 103 triệu hl.
Sau sự tăng trưởng liên tiếp ở thị trường quê nhà, Związek Pracodawców Przemysłu Piwowarskiego (Liên minh các nhà tuyển dụng ngành công nghiệp sản xuất bia ở Ba Lan), đại diện cho khoảng 90% thị trường bia Ba Lan, đã tuyên bố trong hội nghị công nghiệp sản xuất bia năm 2008. 94 lít bình quân đầu người, tương đương 35.624 triệu haoliter được bán trên thị trường nội địa. Theo thống kê, một người tiêu dùng Ba Lan uống khoảng 92 lít bia mỗi năm, xếp thứ ba sau Cộng hòa Séc và Đức.
Trong năm 2009, doanh số bán bia đã trả một số thuế 3.097 tỷ PLN cho chính phủ Ba Lan. Tổng số việc làm do sản xuất và bán bia là 207.900.

## Thương hiệu và giống

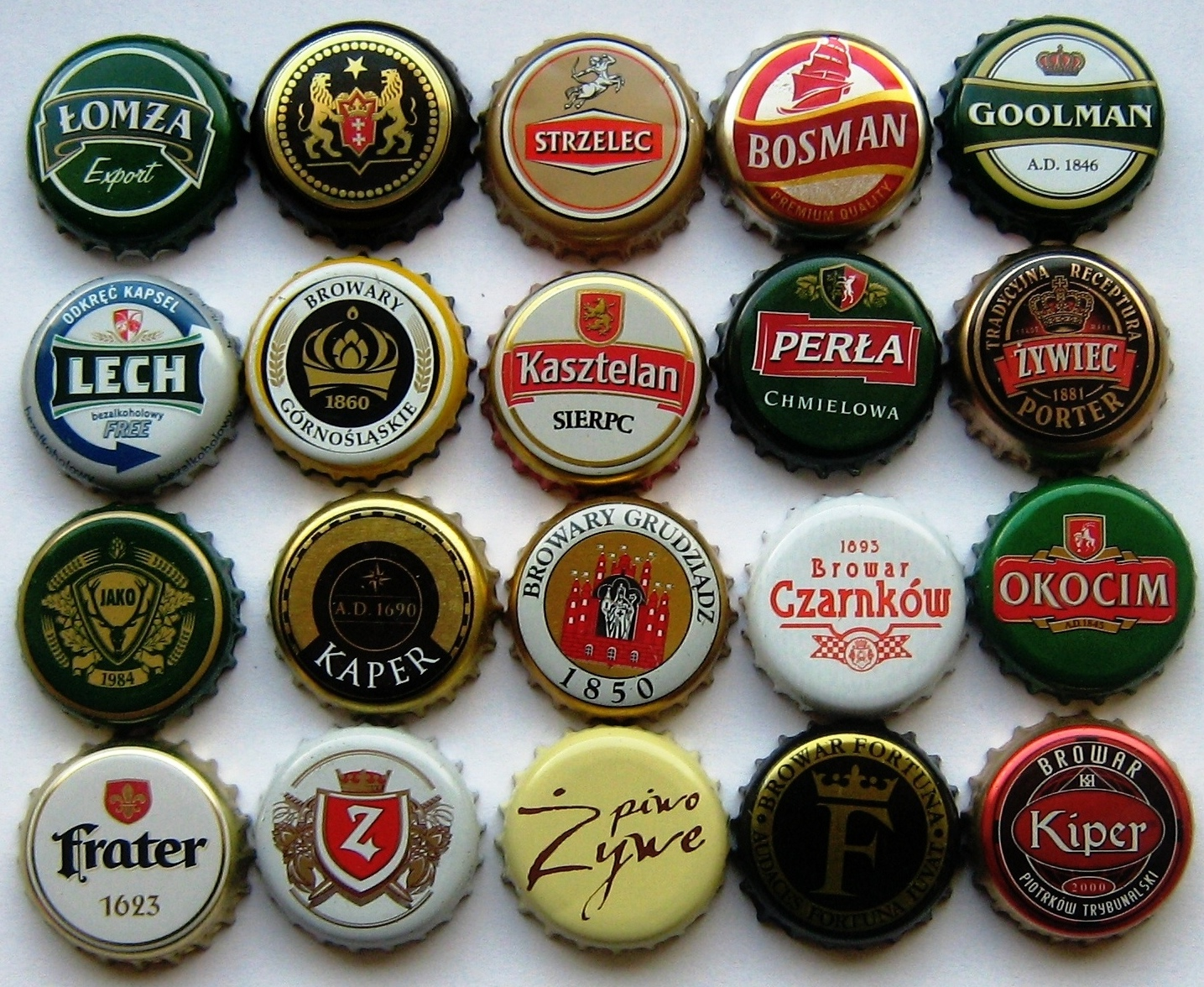
Nắp chai bia Ba Lan

Ba Lan nổi tiếng với văn hóa bia và nhiều loại. Các nhà máy bia lớn phần lớn thuộc sở hữu của các công ty đa quốc gia. Tuy nhiên, kể từ năm 2011, bia thủ công ngày càng trở nên phổ biến hơn mỗi năm. Nhiều multitap chỉ phục vụ bia thủ công và các cửa hàng chuyên dụng đã mở từ năm 2012. Bia thủ công ủ bia theo nhiều phong cách khác nhau. Năm 2014, các nhà máy bia thủ công Ba Lan đã sản xuất khoảng 500 nhãn hiệu bia mới. Năm 2017, số lượng nhà máy bia ở Ba Lan vượt quá con số 200.
- Kompania Piwowarska (thị phần năm 2014 - 33%)

Nó được sở hữu phần lớn bởi Asahi Breweries. Nó vận hành ba nhà máy bia ở Ba Lan:
1. Nhà máy bia Tychy
2. Nhà máy bia Lech Wielkopolski
3. Nhà máy bia Dojlidy

- Grupa Żywiec SA (thị phần năm 2014 - 27%)

Żywiec được sở hữu 61% bởi Tập đoàn Heineken. Nó vận hành năm nhà máy bia ở Ba Lan:
1. Nhà máy bia Żywiec là một trong những thương hiệu nổi tiếng nhất. Nó có ba loại: Żywiec, Żywiec Bock, Żywiec Porter.
2. Elbrewery brews Specjal Jasny Pełny, Hevelius Kaper Thương hiệu "EB" chỉ có sẵn để xuất khẩu.
3. Nhà máy bia Leżajsk sản xuất bia Leżajsk Pełne, Tatra Jasne Pełne và Tatra Mộcne.
4. Nhà máy bia Warka sản xuất bia Warka, Warka Strong và Królewskie.
5. Nhà máy bia Cieszyn sản xuất bia đôi IPA, Żywiec Porter, Porter Cieszyński, Brackie, Brackie Mastne.

- Carlsberg Polska (thị phần năm 2014 - 20,5%)

1. Nhà máy bia Okocim sản xuất bia Carlsberg, Bia OK, Harnaś, Piast, Książ và Karmi.
2. Nhà máy bia Kasztelan sản xuất bia Kasztelan Jasne Pełne, Kasztelan Mộcne và Kasztelan Niep Abbeyzowane.
3. Nhà máy bia Bosman sản xuất bia Bosman Full và Bosman Specjal.

- Browary Regionalne Jakubiak (BRJ)

1. Nhà máy bia Ciechan
2. Nhà máy bia Lwówek
3. Nhà máy bia Bojanowo
4. Nhà máy bia Tenczynek
5. Nhà máy bia Biskupiec

- Van Pur

1. Nhà máy bia Van Pur ở Rakszawa sản xuất bia Van Pur và Karpackie
2. Nhà máy bia BROK ở Koszalin
3. Nhà máy bia Łomża ở Łomża
4. Nhà máy bia Jędrzejów sản xuất Strzelec (Sagittarius)
5. Nhà máy bia Silesia Thượng ở Zabrze

- Perła - Browary Lubelskie

1. Browary Lubelskie ở Lublin sản xuất Perła và Goolman
2. Nhà máy bia Zwierzyniec

## Hình ảnh của các nhà máy bia được lựa chọn
- Browar Tyskie
- Nhà máy bia Okocim
- Browar Łomża
- Nhà máy bia Cieszyn
- Browar Żywiec
- Browar Lech
- Browar Kasztelan
- Browar Haust
- Brewpub Spiż ở Wrocław

## Các loại bia phổ biến
- - Euro lager của ánh sáng, đầy đủ và sức mạnh cao. Được gọi là 'Piwo jasne lekkie', 'Piwo jasne pelne', 'Piwo jasne mocne'. ABV 3-9% tùy theo loại, những loại bia phổ biến nhất được tìm thấy ở Ba Lan đặc biệt là từ 5% -6% ABV.
- Pilsner
- Bia đen Baltic, phong cách cổ điển bắt nguồn từ các quốc gia xung quanh biển Baltic, có nguồn gốc từ bia đen. Được gọi là 'Bia đen' hoặc 'Piwo ciemne mocne'. Thường có nồng độ cao khoảng 8-10% ABV. Ví dụ thương mại: Komes Porter Bałtycki, Ciechan Porter, Lwówek Porter, Porter Warmiński, Grand Imperial Porter, Porter Cieszyński, ywiec Porter, Okocim Porter, Perła Porter, và nhiều loại khác.
- Phong cách lager Amber - Vienna, Marzen, vv
- Phong cách Bock, chủ yếu là Doppelbock. Được biết đến với cái tên 'Koźlak' cũng như 'Bock' ở Ba Lan. Ví dụ thương mại: Amber Koźlak

## iên kết ngoài
- L Mũ bia Ba Lan (bằng tiếng Ba Lan và tiếng Nga)
- Bản đồ các địa điểm bia thủ công đánh bóng (brewpub, multitaps, cửa hàng bia) Lưu trữ ngày 2 tháng 12 năm 2018 tại Wayback Machine